# Länsväg U 692
Länsväg U 692 är en övrig länsväg i Västmanlands län som går från Västerås till Kärsta - (Sagån C-510).

## Sträckning
Västerås (MAX-Hälla) (693) - Bjurhovdagatan - Tibble (702) - Anundshög (694) - Långby (697) - Ingeberga vsk (705) - Stolpbo (706) - Nicktuna (695) - Tortuna (711) - Kärsta (696) - Sagån (Uppsala läns gräns)(C 510).
Vägnumret skyltas inte och sätts inte ut på allmänna vägkartor. Inom Västerås har vägen namnet Tortunavägen.
-